# هانئ بن ثبيت الحضرمي
هانئ بن ثبيت الحضرمي كان ممن شارك في معركة كربلاء بجانب الأمويين وقتل كل من عبد الله بن علي بن أبي طالب وجعفر بن علي بن أبي طالب.